# Солих, Ибрагим Мохамед
Ибрагим Мохамед Солих (мальд. އިބްރާހީމް މުޙައްމަދު ޞާލިޙް, также известный под прозвищем «Ибу»; род. 1 марта 1962) — государственный и политический деятель Мальдив, 17 ноября 2018 года вступил в должность президента страны. Занимал эту должность до 17 ноября 2023 года.
В 1994 году впервые был избран депутатом в парламент страны от атолла Фаадхипполху и с 2003 по 2008 год играл ведущую роль в формировании Мальдивской демократической партии (МДП) и Мальдивского движения за политические реформы, что привело к тому, что Мальдивы впервые в своей истории приняли новую современную конституцию и перешли к многопартийной демократии. 23 сентября 2018 года после подведения итогов президентских выборов Ибрагим Мохамед Солих был избран президентом страны.

## Ранний период жизни
Родился на острове Хиннавару, но в детстве вместе с родителями переехал в Мале для получения образования, где с тех пор постоянно проживает. В семье было 13 детей. Солих окончил среднюю школу Маджидия. В школьные годы был активным учеником и принимал участие во многих школьных мероприятиях, особенно в спорте. Женат на Фазне Ахмед, у них есть дочь по имени Сара и сын по имени Яман.
Ибрагим Мохамед Солих является одним из ближайших друзей бывшего президента Мохамеда Нашида, который также является двоюродным братом жены Солиха — Фазны Ахмед. Ибрагим Мохамед Солих и президент Мохамед Нашид сыграли важную роль в установлении многопартийной демократии на Мальдивах. Солих был высокопоставленной фигурой в партии и возглавил первую парламентскую группу Мальдивской демократической партии в 2009 году.

## Политическая карьера
С 2011 года является лидером парламентской группы Мальдивской демократической партии (МДП), а также лидером объединённой парламентской группы с момента формирования оппозиционной коалиции в марте 2017 года. Солих был избран в качестве нового кандидата в президенты от коалиции оппозиционных партий на выборах 2018 года, когда бывший президент Мохамед Нашид не решил баллотироваться.
Солих одержал победу над действующим президентом Абдуллой Ямином, получив 58,4 % голосов избирателей, что на 38 500 голосов больше, чем получил его оппонент. В преддверии выборов многие иностранные наблюдатели утверждали, что выборы могут быть сфальсифицированы в пользу Абдуллы Ямина и что он, таким образом, останется на второй срок. Однако, когда подсчёт бюллетеней был близок к завершению в ночь выборов, президент Абдулла Ямин выступил перед народом и признал победу Солиха, спустя несколько часов после того, как последний объявил о своей победе и призвал президента к мирной передаче власти.
Главным вопросом по итогам этой президентской кампании стало то, будут ли Мальдивы продолжать поддерживать тесные отношения с Китайской Народной Республикой, как это было при президентстве Абдуллы Ямина, или же вместо этого они развернутся к Индии и странам западного мира (особенно к Соединённым Штатам Америки), к которым оппозиционная коалиция была настроена более благосклонна.

### Президентство
Вступил в должность 17 ноября 2018 года, когда истёк пятилетний срок полномочий Абдуллы Ямина. Солих стал седьмым президентом Мальдивских островов и третьим демократически избранным президентом страны (вслед за Мохамедом Нашидом и Абдуллой Ямином) после того, как Нашид сместил Момуна Абдула Гаюма на выборах 2008 года, тем самым положив конец его 30-летнему сроку полномочий. Ибрагим Мохамед Солих является первым мальдивским президентом, родившимся на северных атоллах страны, а также вторым по возрасту человеком, вступившим в должность президента, в возрасте 54 лет (только Мохаммед Вахид Хасан был старше, когда вступал в должность).
19 ноября 2018 года объявил, что Мальдивы должны вернуться в Содружество наций согласно мнению парламента. с 1982 по 2016 год Мальдивы являлись одной из республик Содружества наций.
19 ноября Солих объявил, что Мальдивы вернутся в Содружество Наций, решение, рекомендованное его кабинетом, учитывая, что Мальдивы были республикой Содружества с 1982 по 2016 год. Президент Солих стал главой правительства Содружества, когда Мальдивы вернулись в состав Содружества. Содружество на 1 февраля 2020 года.
На парламентских выборах на Мальдивах в апреле 2019 года Мальдивская демократическая партия (МДП) Солих одержал уверенную победу, получив 65 из 87 мест в парламенте. Это был первый случай, когда одна партия смогла получить подавляющее большинство голосов в истории Мальдив.

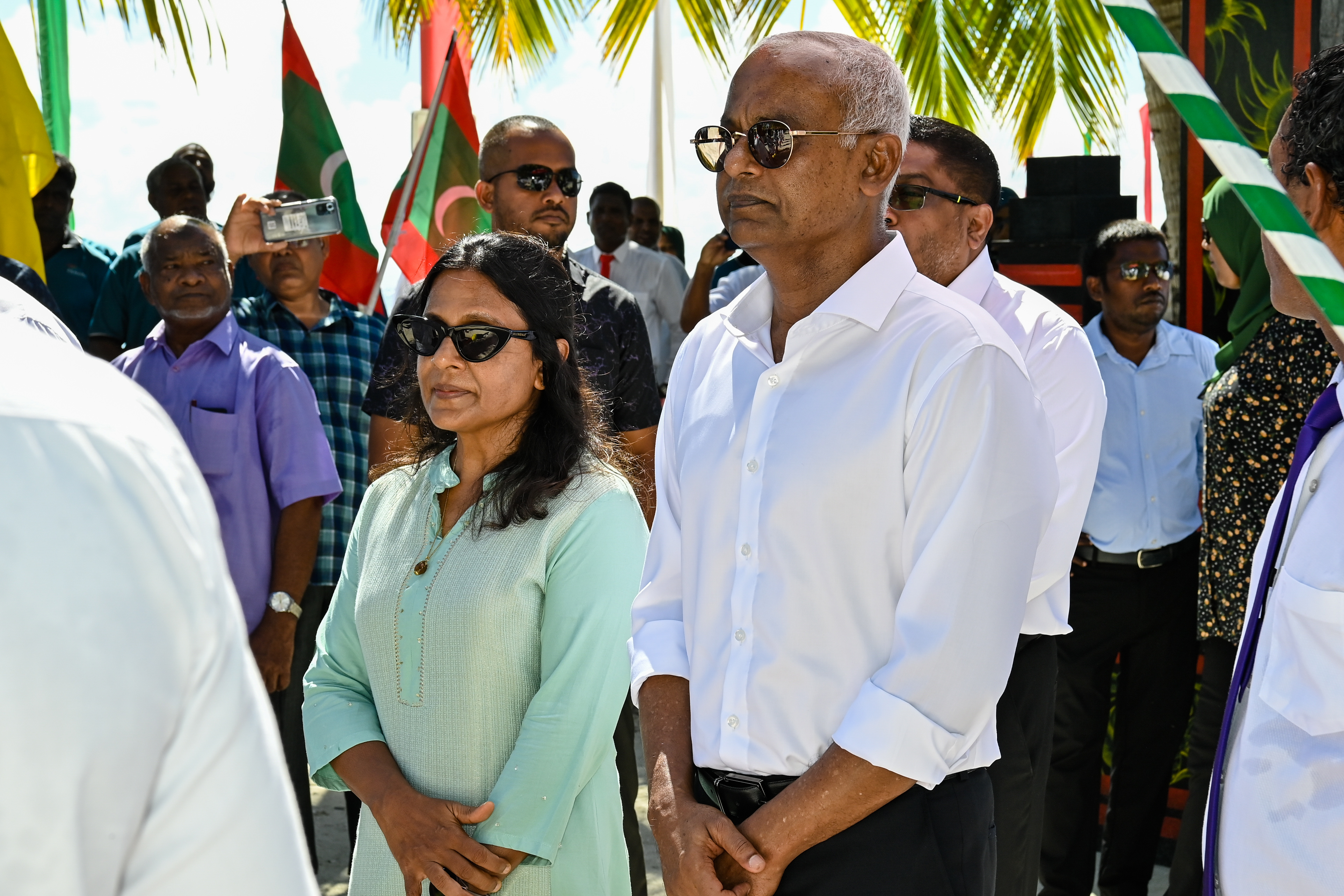

## Галерея

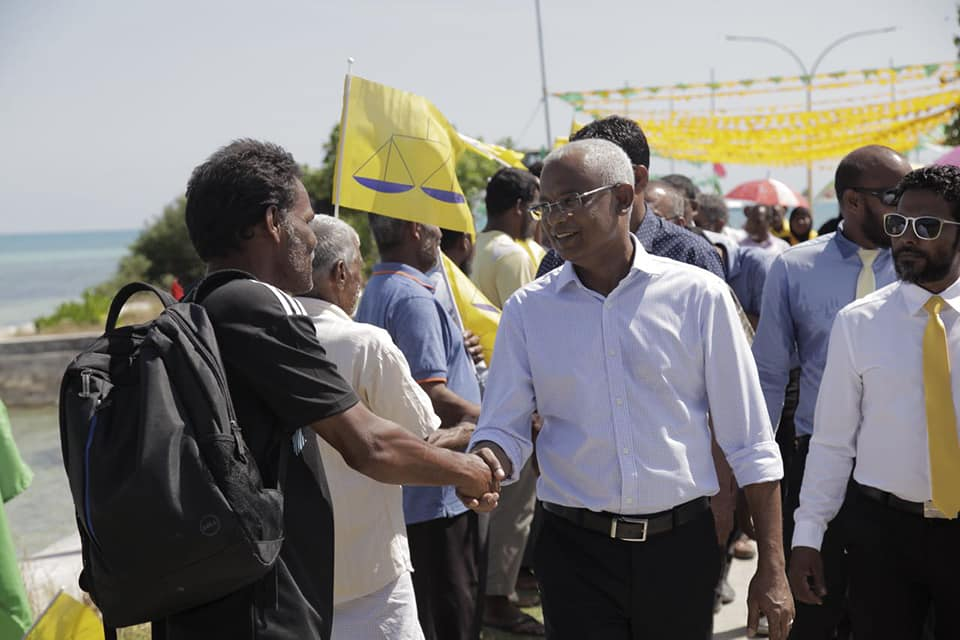
Солих на предвыборной кампании в качестве кандидата в президенты от оппозиции в 2018 году